# Joseph Chatt Award
Der Joseph Chatt Award (bis 2009 Chatt Lectureship) war eine Auszeichnung der britischen Royal Society of Chemistry für herausragende interdisziplinäre Forschungsleistungen auf dem Gebiet der anorganischen Chemie und der Biochemie. Der Preis ist nach Joseph Chatt benannt, wurde alle zwei Jahre vergeben und war mit 2000 Pfund Sterling dotiert.

## Preisträger
- 1995/96: Fred Basolo
- 1997/98: James P. Collman
- 1999/00: David Garner
- 2001/02: Vernon C. Gibson
- 2003/04: Andrew J. Thomson
- 2005/06: Richard H. Holm
- 2007/08: Stephen Mann
- 2009/10: John F. Hartwig
- 2010: Fraser Armstrong
- 2012: Brian M. Hoffman
- 2014: Amy Rosenzweig
- 2016: Paul Walton
- 2018: Nicolas Le Brun
- 2020: Yi Lu